# 教育 (專輯)
《教育》（教育，Kyouiku／Education）是東京事變的第一張專輯，於2004年11月25日發行。在跨業合作部分，歌曲〈群青日和〉更成為三洋電機的au手機‘W21SA’廣告主題曲。初回限定為「特殊側封仕樣」。
這張專輯是歌手椎名林檎停止一切個人演出之後，以樂團東京事變的型式出發後的首張專輯。椎名林檎表示以職業歌手出道前，就已經有了以樂團形式結合的概念，但對她而言樂團才是自己的歸所。因此，現在組成樂團東京事變是希望能夠嘗試各種意識的創作。
在專輯銷售成績方面，本張專輯在日本Oricon銷售榜上最高位居單週第2名，名列2004年年度銷售榜第33位。在銷售認證上，專輯《教育》銷售突破25萬張，在2004年11月通過日本唱片協會認定為白金唱片。同時，這也是東京事變銷售量最高的專輯。

## 專輯概要
《教育》是東京事變的首張專輯，同時也是歌手椎名林檎告別個人演出生涯後的首張專輯。椎名林檎在2001年接受雜誌專訪宣傳專輯《勝訴的新宿舞孃》時，說出「再出三張作品就結束個人形式的演唱生涯」的話，震撼了日本樂壇。而在2003年發表第三張專輯《加爾基 精液 栗子花》後，椎名林檎更宣布要將「椎名林檎」給封印起來。此舉讓大家開始出現想像，認為椎名林檎到底要退出歌壇呢，還是另有打算。而日本《東京體育》雜誌則做出了椎名林檎要改名成「椎名蜜柑」的臆測報導，還有其他的候選名單，像是「葡萄」、「檸檬」等。但事實上，椎名林檎是要以「東京事變」這個團體來與大家見面。而椎名林檎也表示「自己從出道前就很想組樂團了，只是礙於現實種種因素，一直到現在才有機會以樂團一份子再度出道。」
此張專輯收錄了先前發行的單曲《群青日和》、《遭難》中的歌曲，但單曲中的B面歌曲並沒有收錄至專輯中。而整張專輯帶有強烈的搖滾風格，用以教育歌迷「什麼是東京事變」。至於專輯封面則僅僅為一隻紅紙鶴，團員們是希望大家能專心聽音樂，並指出東京事變的音樂就像手工褶紙鶴般的細膩。椎名林檎更表示「這是一部如同顛覆自我介紹的愉快作品」。
本張專輯的歌曲編排也相當有趣，除了延續椎名林檎對稱美學的傳統外，專輯的第一首歌便是椎名林檎個唱時期的最後一張單曲《蘋果之歌》，但跳脫出之前吉他和弦的輕快版本，在專輯中被改成搖滾風格的曲風，同時也讓大家見識到什麼是東京事變要做的音樂。此外，根據報導專輯與單曲相關的17首歌曲只花了四天就錄製完成了。而錄音期間，團員們玩性大發，以專輯封面的鮮紅的紙鶴標誌，開始玩起著名的卡通「科學小飛俠之火鳥號」遊戲，主唱椎名林檎笑說「玩卡通玩上癮了，所以我們決定這次的宣傳照也採用插畫版本，真人不露相！」於是乎專輯內頁的宣傳照以插畫為主。
而東京事變首張專輯《教育》也常常被拿來和椎名林檎個唱時期的風格作為一個比較，個唱時期的林檎，最大的特色就是將搖滾、爵士樂、靈魂、古典等風格融入一體。而至於東京事變，雖然仍有著椎名林檎強烈的風格，但是比較起來相對於收斂，或許是因為樂團的緣故，椎名林檎在編曲上就無法隨心所欲的加入電子音效、合成音色等元素，或許對某些林檎迷而言，此張專輯少了點椎名林檎的味道，但其他團員的技術及編曲的內容，都恰如其分的襯托出椎名林檎那獨特的唱腔，也算是成功豎立起東京事變的曲風。另外，在東京事變首張專輯內的歌曲，雖然每首歌都有著獨特的風格，卻少了歌與歌之間的上下連結，造成每首歌像是一個獨自的小作品，與椎名林檎在個唱時期將上下兩首歌曲連結的方式不同。
最後，在專輯銷售成績方面，本張專輯在發行當週以20.5萬張的銷售量在日本Oricon銷售榜上位居第2名，總計在Oriocn銷售榜上榜35週，累積銷售達39.1萬張，名列2004年年度銷售榜第33位。同時，專輯銷售突破25萬張，在2004年11月通過日本唱片協會認定為白金唱片。

### 對稱美學
在東京事變首張專輯中，椎名林檎也不忘發揚其在個唱時期對稱之美的傳統。歌曲名稱以第六曲「在現實中」及第七曲「嘲笑現實」為中心，依字數、平假名、片假名對稱。而在專輯封面上是採用對稱的「紅紙鶴」，同樣的手法在本張專輯相關的黑膠唱片《群青日和／遭難》中則為對稱的「白紙鶴」。最後，商品編號為對稱的「TOBF-25452」，先行發售的單曲《群青日和》及《遭難》則在歌曲名稱、歌曲曲目順序、歌曲演奏時間、單曲封面及商品編號上自成對稱。
| 12 | 11 | 10 | 9 | 8 | 7 | 6 | 5 | 4 | 3 | 2 | 1 |
| -- | -- | -- | - | - | - | - | - | - | - | - | - |
|    |    |    |   |   |   |   |   |   |   |   |   |
|    |    |    |   |   |   |   |   |   |   |   |   |
|    |    |    |   |   |   |   |   |   |   |   |   |
|    |    |    |   |   |   |   |   |   |   |   |   |
|    |    |    |   |   |   |   |   |   |   |   |   |
|    |    |    |   |   |   |   |   |   |   |   |   |

### 獲獎紀錄
The SPACE SHOWER MUSIC VIDEO AWARDS
- BEST GROUP VIDEO－《群青日和》

MTV Video Music Awards Japan
- Best buzz Asia from Japan－《群青日和》（提名）

### 跨業合作
- 「群青日和」

（三洋電機）au手機‘W21SA’廣告主題曲

### 先行發售單曲
- 群青日和（2004年9月8日，單曲）
(日本) Oricon單曲週銷售排行榜：#2[2]
(日本) Oricon單曲2004年銷售排行榜：#42[13]
(日本) RIAJ(單曲銷售)：金唱片[14]
(日本) RIAJ(數位下載)：金唱片[15]
- 遭難（2004年10月20日，單曲）
(日本) Oricon單曲週銷售排行榜：#2[16]
(日本) Oricon單曲2004年銷售排行榜：#78[13]
(日本) RIAJ(單曲銷售)：金唱片[17]

## 曲目
| 曲序     | 曲目               |          | 作曲     | 备注       | 时长  |
| -------- | ------------------ | -------- | -------- | ---------- | ----- |
| 1.       | 蘋果之歌           | 椎名林檎 | 椎名林檎 |            | 2:52  |
| 2.       | 群青日和           | 椎名林檎 |          | H是都M作曲 | 2:52  |
| 3.       | 入水心願           | 椎名林檎 | 椎名林檎 |            | 3:23  |
| 4.       | 遭難               | 椎名林檎 | 椎名林檎 |            | 3:23  |
| 5.       | 自由式             | 椎名林檎 | 椎名林檎 |            | 4:04  |
| 6.       | 在現實中（器樂曲） |          |          | H是都M作曲 | 1:11  |
| 7.       | 嘲笑現實           | 椎名林檎 | 椎名林檎 |            | 4:24  |
| 8.       | 服務               | 椎名林檎 |          | H是都M作曲 | 4:04  |
| 9.       | 站前               | 椎名林檎 | 椎名林檎 |            | 3:53  |
| 10.      | 祭典騷動           | 椎名林檎 | 椎名林檎 |            | 3:33  |
| 11.      | 祖國情感           | 椎名林檎 | 椎名林檎 |            | 3:03  |
| 12.      | 夢醒之後           | 椎名林檎 | 椎名林檎 |            | 4:44  |
| 总时长： | 总时长：           | 总时长： | 总时长： | 总时长：   | 42:11 |

### 曲目介紹
1. 蘋果之歌（日語：林檎の唄）
本首歌曲是翻唱椎名林檎個唱時期所發表的最後一張單曲《蘋果之歌》的A面歌曲，但編曲方式由吉他變成搖滾樂團。
由王雙駿負責的作曲與編曲的2009年亞洲遊戲展暨香港網路遊戲節主題曲「桃色冒險」中，雖然此歌曲旋律和歌曲「蘋果之歌」不同，但編曲部份的drum flow和強勁節拍卻如出一轍。而主唱容祖兒亦在演繹這首歌曲時，還刻意模仿椎名林檎唱腔及典型舞台表演方式，引起香港樂迷不滿。
2. 群青日和（日語：群青日和）
東京事變的首張單曲。日後，在第二期東京事變第一次演唱會《DOMESTIC! Virgin LINE》中重新編曲，再搭配上杉並兒童合唱團（日语：杉並児童合唱団）呈現不一樣的面貌。
3. 入水心願（日語：入水願い）
4. 遭難
東京事變第二張單曲。
5. 自由式（日語：クロール）
6. 在現實中（日語：現実に於て）
器樂曲
7. 嘲笑現實（日語：現実を嗤う）
這首歌曲的歌詞是以英文表記。
8. 服務
這首歌曲在日後舉辦的演唱會《DOMESTIC！ Virgin LINE》及《"DOMESTIC！"Just can't help it.》上，東京事變的團員以擴音器輪流演唱。而據說伊澤一葉曾在自家鏡子前面練習舞蹈。
9. 站前
椎名林檎的創作靈感是來自於東京急行電鐵的日吉站。
10. 祭典騷動（日語：御祭騒ぎ）
日後，椎名林檎曾在十周年紀念演唱會《(生)林檎博'08 〜10周年記念祭〜》上演出這首歌曲。
11. 祖國情感（日語：母国情緒）
這首歌曲的間奏部分鋼琴彈奏著「跳蚤華爾滋」（Der Flohwalzer）。
12. 夢醒之後（日語：夢のあと）
日後，這首歌曲被改編成器樂曲收錄至椎名林檎與齋藤毅（日语：斎藤ネコ）合作的專輯《平成風俗》中，而椎名林檎也曾經在十周年紀念演唱會《(生)林檎博'08 〜10周年記念祭〜》上演唱這首歌曲。

## 演出人員及後製
|  |  |  |  |  |  |  |  |  |  |  |  |  |  |  |  |  |  |  |  |  |

## 銷售排行

### Oricon 銷售榜(日本)
《教育》於2004年11月25日發行。發行首週，在日本公信榜Oricon的專輯榜2004年12月第1週付的榜單中以205,012張銷售量居單週第二名。同週第一名是銷售量突破68萬大關的男歌手平井堅的專輯《SENTIMENTALovers》。第二週則以銷售量6.3萬張位居第四位，同週前三名分別是樂團橘子新樂園的專輯《musiQ》、平井堅的專輯《SENTIMENTALovers》及女歌手鬼束千尋的專輯《the ultimate collection》。總計《教育》總共在日本公信榜Oricon的專輯榜上榜35週，累積銷售達39.1萬張。同時在2005年年銷售榜中，《教育》以39.1萬張銷售量居全年第33名。
| 發行日期            | 排行榜       | 最高排名 | 第一週銷售量 | 總銷售量 | 連續上榜次數 |
| ------------------- | ------------ | -------- | ------------ | -------- | ------------ |
| 2004年11月25日 教育 | 週銷售排行榜 | #2       | 205,012      | 390,665  | 35週         |
| 2004年11月25日 教育 | 月銷售排行榜 | #4       | 314,998      | 390,665  | 35週         |
| 2004年11月25日 教育 | 年銷售排行榜 | #33      | 390,665      | 390,665  | 35週         |

### 其他銷售榜
| 排行榜名稱                        | 最高排名 |
| --------------------------------- | -------- |
| (日本) Soundscan：CD Album Top 20 | #2       |
| (台灣) 五大唱片：日韓榜           | #4       |

### 銷售認證
| 認證單位              | 銷量               |
| --------------------- | ------------------ |
| (日本) RIAJ：專輯銷售 | 白金唱片 (250,000) |

## 發行歷史
| 國家 | 發行日期       | 發行形式       | 唱片公司              | 商品編號   |
| ---- | -------------- | -------------- | --------------------- | ---------- |
| 日本 | 2004年11月25日 | CD             | 東芝EMI／Virgin Music | TOCT-25452 |
| 台灣 | 2004年11月26日 | CD(進口初回盤) | 東芝EMI／Virgin Music | TOCT-25452 |
| 台灣 | 2004年12月10日 | CD(台壓盤)     | 科藝百代              | 87564824   |

## 宣傳行程
| 類型     | 日期                  | 名稱                                       |
| -------- | --------------------- | ------------------------------------------ |
| 演唱會   |                       | 東京事變 live tour 2005 "dynamite!"        |
| 電視     | 2004/11/26            | 【朝日電視台】MUSIC STATION                |
| 電視     | 2004/11/27            | 【TBS】COUNTDOWN TV                        |
| 電視     | 2004/12/24            | 【朝日電視台】MUSIC STATION in Super Live  |
| 衣物展示 | 2004/11/30~2004/12/06 | 《群青日和》音樂錄影帶東京事變團員衣物展示 |

## 脚注